# Burgruine Henneberg
Die Burg Henneberg, auch Henneburg, ist eine östlich vom heutigen Meininger Stadtteil Henneberg im südlichen Thüringen gelegene Burgruine und war namensgebender Stammsitz der gefürsteten Grafen von Henneberg.

## Lage
Die Ruine der Höhenburg liegt bei 510 m ü. NN auf dem 527 m ü. NN hohen Schlossberg, einem freistehenden, die umliegende Landschaft um 130 m überragenden Bergkegel, zur Wasserscheide zwischen Werra und Main gehörend, der nur im Süden flach ausläuft, ansonsten steil abfällt. Sie liegt an der Straße zwischen Würzburg und Meiningen, die schon seit altersher als Verkehrsweg zwischen beiden Städten besteht. Die Burgruine befindet sich auf einem Bergsporn. Das Bergplateau wird von einer Ringmauer mit den Maßen 120 m Länge in Nord-Süd-Richtung und 65 m nach Süden einengend auf 20 m Breite in Ost-West-Richtung  umschlossen. Vor diesem dieser befindet sich auf ganzer Länge ein Graben und Wall System, welches Richtung Süden zur flach auslaufenden Seite mit weiteren Wällen und Gräben verstärkt ist.

## Anlage
Von der Burganlage sind ein Großteil der Ringmauer mit einbezogener Außenwand des Palas, Reste einer Abortanlage, der Bergfried, die Mauerschale einer Kemenate, ein Teil eines Wohn- und Wirtschaftsgebäudes mit Kellerportal, ein um 1880 ergänzter Turm, ein Brunnen bzw. eine Zisterne, ein kleiner Teil der Zwingermauer, der Trockengraben mit teilweise umlaufendem Wall sowie die die flach abfallende Bergzunge im Süden sichernden Wälle erhalten. Der Weg zur Burg steigt an der Westseite des Berges hangparallel an, durchquert das um 1935 ergrabene erste Tor, mündet in den Zwinger, umrundet die Nordseite und trifft in der Nordostecke auf das Tor 2. Historische Quellen lassen hierbei auf ein Kammertor schließen.

## Geschichte

### Bau- und Besitzgeschichte bis 1583

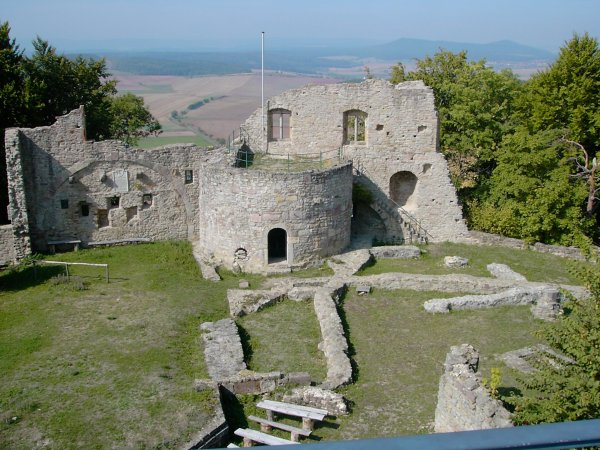
Kernburg mit dem in die Palas-Westwand des 13.–15. Jahrhunderts eingefügten neuzeitlichen Rundturm und Fundamenten des späten 11.–15. Jahrhunderts

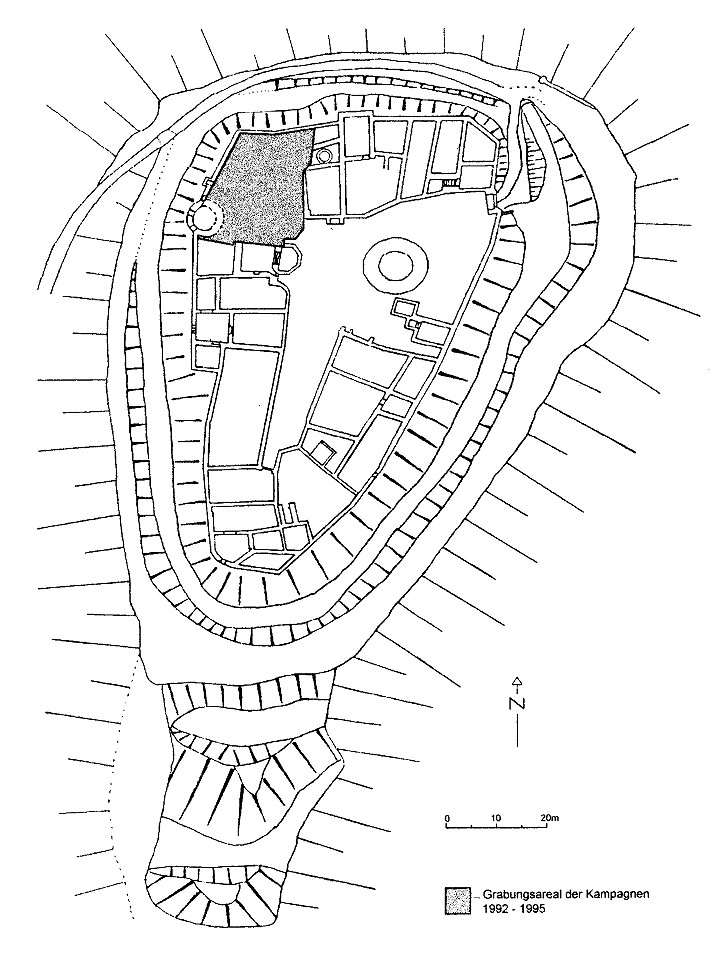
Grundriss Burg Henneberg mit Angabe der Grabungen 1992–1995

Die Burg ist erstmals 1096 mit dem Grafen Godebold II. und seinen Bruder Poppo von Henneberg urkundlich erwähnt worden. Daraus kann jedoch nicht die Schlussfolgerung gezogen werden, dass die älteste Befestigung erst zu diesem Zeitpunkt angelegt worden ist, was auch die jüngst untersuchten archäologischen Befunde belegen.
Auf die Grafen von Henneberg geht die Stiftung ihres Hausklosters Veßra im Jahre 1131 zurück, das mehreren Generationen als Grablege diente. Lange Zeit hatten sie auch das Burggrafenamt von Würzburg inne. 1190 teilte sich das Geschlecht in die Linien Henneberg, Botenlauben und Strauf. Die erste urkundliche Erwähnung der Burg fällt ins Jahr 1221, in den ungefähren Beginn der kurzen Blütezeit der Anlage (um 1220 bis 1274). In diesem Zeitraum wurde die Burg großzügig umgebaut und befestigt, um repräsentativen Ansprüchen gerecht zu werden. In diesem Zuge wurden der heutige Bergfried, ein Palas und ein großer Teil der Ringmauer neu errichtet. Der heute vermauerte Rundbogen einer Sommerlaube orientierte sich wohl am oberitalienischen Raum.
1274 erfolgte eine erneute Teilung des Grafenhauses in die Linien Hartenberg, Aschach (später Römhild) und Schleusingen, so dass die Henneburg nicht mehr als Residenz genutzt wurde. Gegen einen völligen Bedeutungsverlust sprechen jedoch die enormen Um- und Ausbaumaßnahmen der späteren Epochen, die teils urkundlich belegt, teils archäologisch erfasst oder als Rest des aufgehenden Mauerwerkes überliefert sind.
Im Jahre 1310 wurde Berthold VII. von Henneberg-Schleusingen, der 1274 die Henneburg erhalten hatte, in den Fürstenstand erhoben. Zeitweise war er Bevollmächtigter des Kurfürsten von Sachsen und des Kurfürsten von Brandenburg, Verwalter Böhmens und Vormund des Kronprinzen Ludwig.
1393 wurde ein Teil der Burg als Mitgift an die Linie Henneberg-Römhild verpfändet, jedoch bis zum Erlöschen dieser (1549) nicht ausgelöst, eine Teilung, die oft zu erheblichen Streitigkeiten führen sollte. Aus dem Jahre 1432 existiert ein Vertrag zur beiderseitigen Benutzung der geteilten Burg, der mit seinem Inventarverzeichnis der Gebäude und Räume von höchstem Interesse ist. Für den Zeitraum von 1453 bis 1516 sind verschiedene Baumaßnahmen überliefert.
Im Mai 1525 soll die Burg Henneberg vom Bildhäuser Bauernhaufen im Rahmen der fränkischen Bauernerhebungen kampflos eingenommen, geplündert und gebrandschatzt worden sein. Der genaue Umfang der Zerstörungen ist nicht bekannt und konnte auch durch archäologische Ausgrabungen weder verifiziert noch widerlegt werden. Aufgrund der untergeordneten Bedeutung, die der Anlage zu diesem Zeitpunkt nur noch zukam, wurde die Burg nur teilweise wieder aufgebaut, es sind sogar seit 1576 systematische Abbrucharbeiten am Bergfried überliefert.
1583 starb mit dem Tode des letzten Grafen von Henneberg-Schleusingen, Georg Ernst, das Grafengeschlecht in männlicher Linie aus. Die Burg jedoch wurde noch bis in das beginnende 17. Jahrhundert bewohnt. Nach dem Wüstwerden setzten weitreichende Abbrucharbeiten ein.

### Besitz- und Nutzungsgeschichte nach 1583

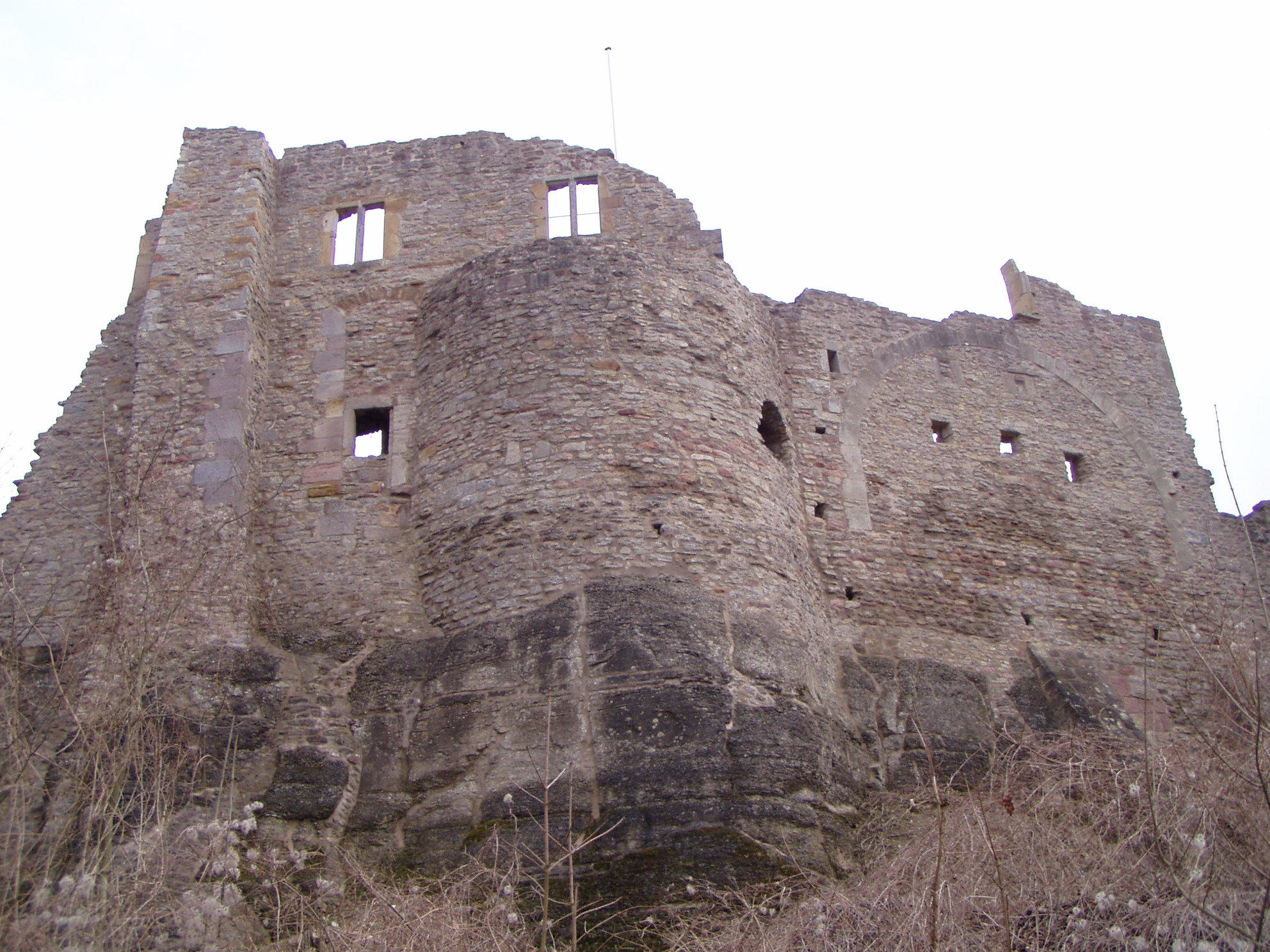
Blick vom früheren Tor 2 auf den spätmittelalterlichen Palas

Im Jahre 1784 ließ Herzog Georg I. von Sachsen-Meiningen den Schlosshof der mittlerweile sehr ruinösen Anlage aufräumen, planieren und für ein Fest ein Lusthaus errichten.
Um das Jahr 1832 führte der herzoglich-sächsisch-meiningensche Kammerrat und Hofbuchdrucker Johann Philipp Heinrich Hartmann erste Grabungen auf der Henneburg durch.
Seit 1845 wurden auf herzogliche Weisung verschiedene Sicherungs- und Sanierungsmaßnahmen getätigt, darunter z. B. die teilweise Neuerrichtung ausgebrochener Felder der Ringmauer sowie der Einbau von Stabilisierungselementen an deren Fundament.
Zwischen 1879 und 1883 ließ der herzogliche Landbaumeister Ernst Abesser auf der Burg Ausgrabungen vornehmen, um aufgrund ergrabener und teilweise noch offenliegender Fundamente einen Grundrissplan erstellen zu können. Um 1935 grub der damalige Vorsitzende des Hennebergisch-Fränkischen-Geschichtsvereins, Friedrich Tenner (1883–1947), auf und erstmals auch in der Umgebung der Burg und stieß dabei auf die Fundamente des ersten Tores und die einer weiteren Kemenate.

### Entwicklung nach 1989

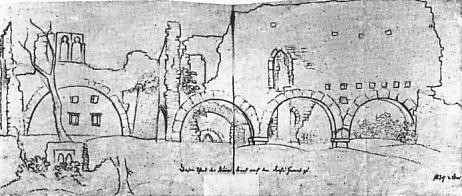
Hofansicht der Arkadenbögen des spätmittelalterlichen Palas, Federzeichnung um 1870

Die Zeit bis 1989 war durch die deutsch-deutsche Teilung geprägt, die Burg befand sich im Sperrgebiet. Vom Bergfried aus wurde der Grenzübergang Eußenhausen/Meiningen überwacht. Für die Forschung war die Henneburg nicht mehr existent. Seitdem das Betreten des ehemaligen Grenzgebietes für die Öffentlichkeit möglich wurde, engagierten sich Bewohner des Ortes Henneberg ehrenamtlich für die Henneburg, es wurde dazu ein Burgclub gegründet. Seit der Übernahme der Burgruine Henneberg durch die Stiftung Thüringer Schlösser und Gärten am 12. September 1995 finden Sicherungs- und Sanierungsarbeiten statt.
1992 bis 1995 sowie 2000 bis 2001 wurden durch das Thüringische Landesamt für Archäologische Denkmalpflege Weimar (Ines Spazier), die Martin-Luther-Universität Halle-Wittenberg (Heiner Schwarzberg) sowie die Otto-Friedrich-Universität Bamberg (Christoph Wojaczek) Ausgrabungen durchgeführt.

### Kuriosität

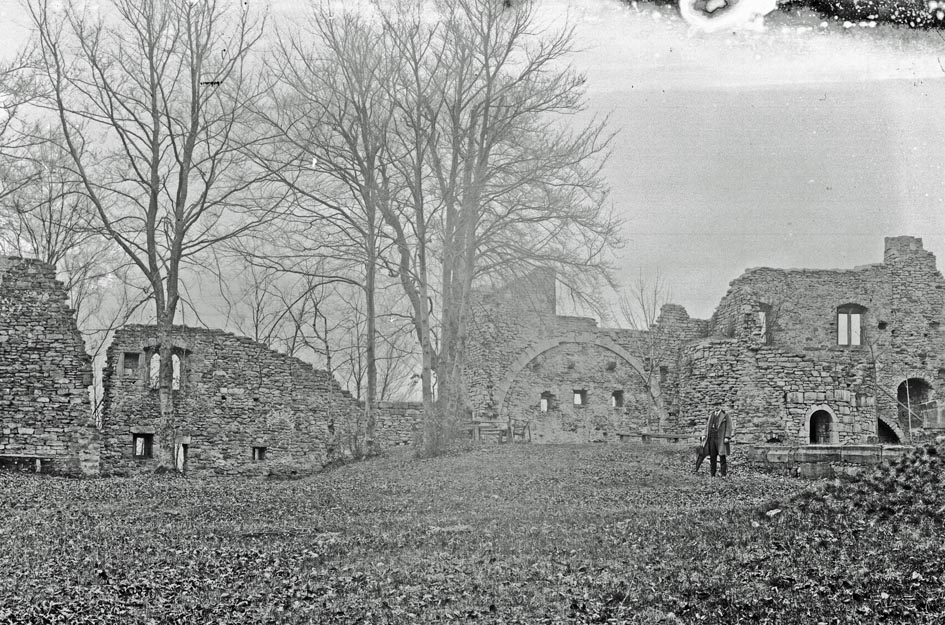
Die Henneburg fotografiert von Anton Tretter um 1900

Der Gutsbesitzer Albert Henneberg ließ 1887 auf seinem Grundstück in Hamburg-Poppenbüttel oberhalb des Stausees bei der Alster-Schleuse eine Miniaturnachbildung im Maßstab 1:4 errichten, die als Gartenhaus an die Henneberg-Stammburg bei Meiningen erinnern sollte. Diese "Henneberg-Burg" ist Bestandteil der Liste der Kulturdenkmäler in Hamburg-Poppenbüttel.

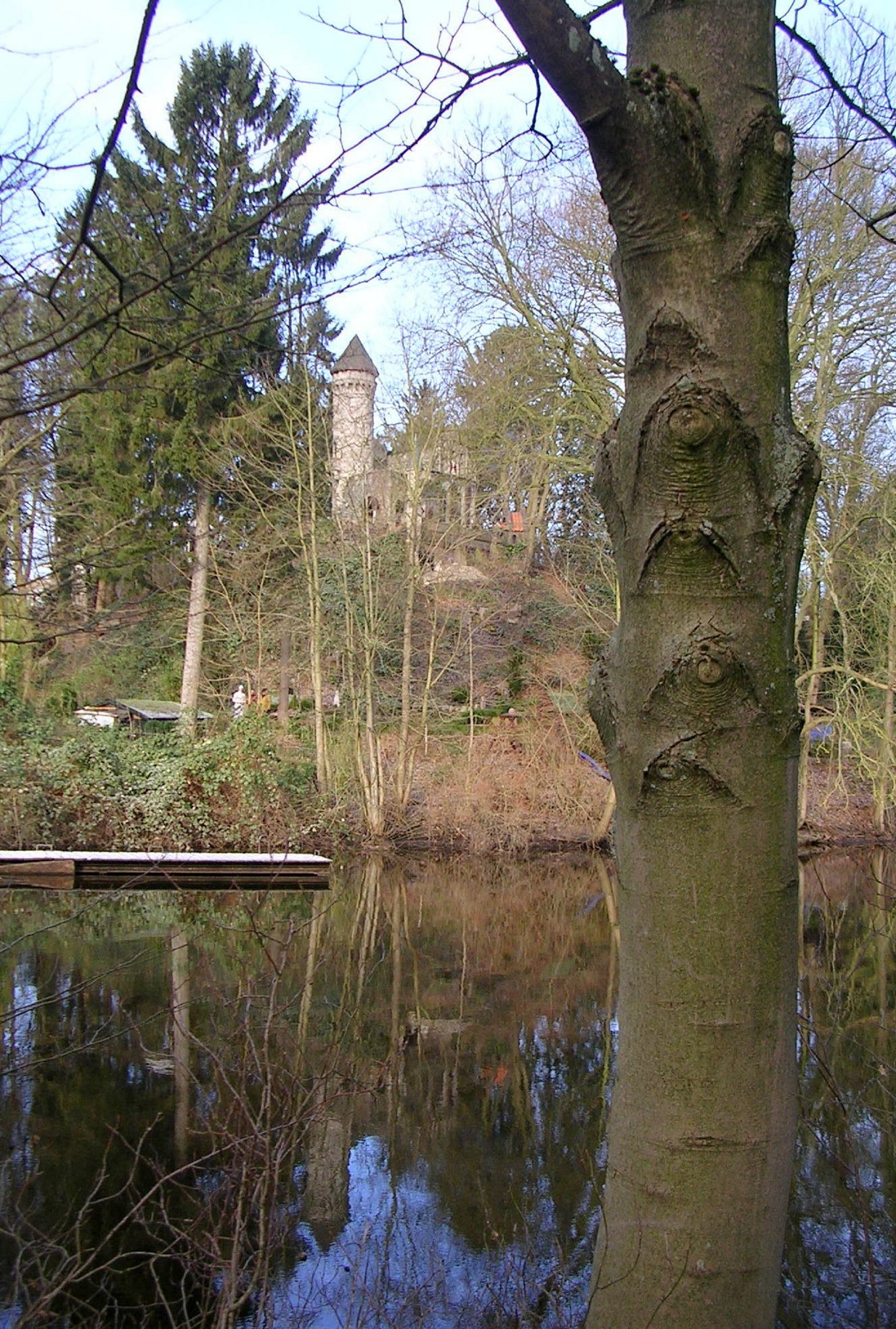
Miniaturnachbildung von 1887 auf dem Henneberg-Privatgrundstück in Hamburg-Poppenbüttel